# ودجون
ودجون (بالإنجليزية: widgeon)‏، هو جنس يتبع فصيلة البط.

## الأنواع
أنواع الودجون:
- صواي
- الودجون الأمريكي
- الودجون التشيلوي